# بابكا
بابكا
البابكا (بالعبرية: בַּבְּקָע؛ باليديشية: באַבקאַ) هي معجنات مخمرة تقليدية من المطبخ اليهودي في أوروبا الشرقية. تُعد من الحلويات الشعبية وتشتهر بحشواتها المختلفة مثل الشوكولاتة، القرفة، أو الجبن، وقد تأخذ شكلاً حلزونياً أو مضفوراً.
أصل البابكا وتاريخها

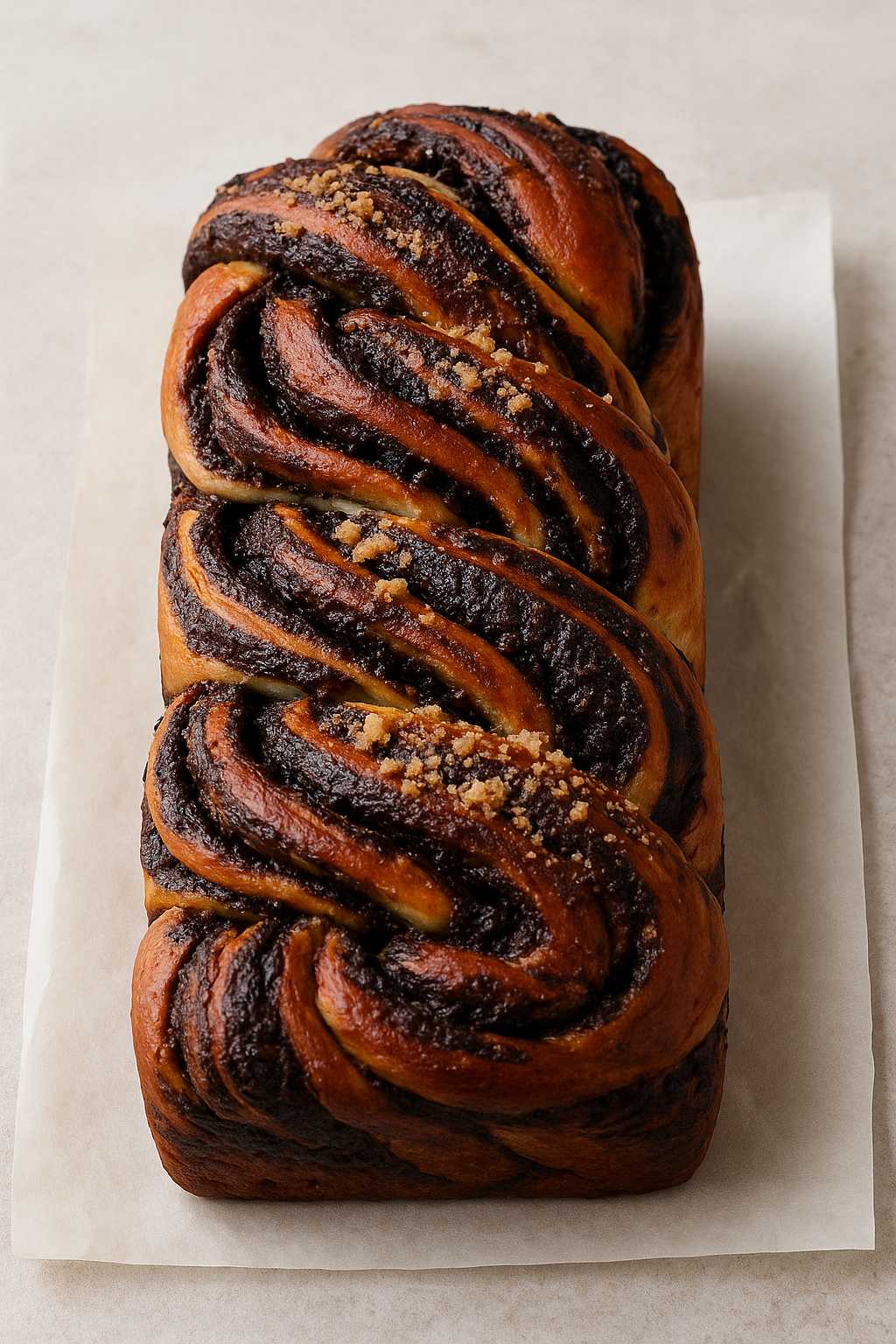
خبز البابكا

ترجع أصول البابكا إلى المجتمعات اليهودية الأشكنازية في بولندا وأوكرانيا وروسيا في القرن التاسع عشر. كانت تُحضَّر باستخدام عجينة الخبز المتبقية من تحضير الخبز الأساسي، حيث تُلف العجينة المتبقية وتُحشى بالقرفة أو السكر أو المربى، ثم تُخبز وتُقدّم كتحلية بسيطة. مع الهجرة اليهودية إلى الولايات المتحدة في أوائل القرن العشرين، انتشرت البابكا وأخذت أشكالاً أكثر تعقيداً، خاصة بإضافة حشوات مثل الشوكولاتة أو الجبن الكريمي، مما جعلها أكثر غنى ودسامة.
الاسم وأصله اللغوي
كلمة بابكا مشتقة من الكلمة السلافية “بابوشكا” التي تعني “الجدة” أو “العجوز”. ويعود السبب إلى أن شكلها المضفر يشبه تنانير الجدات الطويلة.
أنواع البابكا
1. بابكا الشوكولاتة:
  - تُحشى بخليط من الشوكولاتة المذابة والزبدة والسكر. تعتبر الأشهر والأكثر انتشاراً اليوم.

1. بابكا القرفة:
  - تُحشى بمزيج من القرفة والسكر البني والزبدة.

1. بابكا الزعتر:
  - نسخة مالحة من البابكا، تُحشى بالزعتر وزيت الزيتون أو الجبنة.

1. بابكا الجبن الكريمي:
  - تُحشى بمزيج من الجبن الكريمي والسكر، وتقدم غالباً في المناسبات اليهودية.

طريقة التحضير
- تُحضّر العجينة باستخدام الدقيق، الخميرة، البيض، السكر، والزبدة.
- تُفرد العجينة وتُدهن بالحشوة المختارة.
- تُلف العجينة بإحكام وتُقص إلى نصفين، ثم تُضفر على شكل حلزوني أو طولي.
- تُترك لتختمر ثم تُخبز حتى تنضج وتصبح ذهبية اللون.

انتشار البابكا عالمياً
- في الولايات المتحدة، أصبحت البابكا رمزاً للتراث اليهودي، خصوصاً في نيويورك، حيث تقدم في المخابز اليهودية التقليدية.
- انتشرت في السنوات الأخيرة في المقاهي الراقية والمخابز العالمية، مما أدى إلى ظهور نكهات جديدة مثل الفستق، البندق، وزبدة الفول السوداني.

الثقافة الشعبية
- تناولت البابكا بشكل طريف في المسلسل الأمريكي “ساينفيلد” في حلقة بعنوان “The Dinner Party”، مما زاد من شعبيتها في الثقافة الأمريكية.

المراجع
1. The Jewish Kitchen: A Culinary History
2. New York Times – The Rise of Babka
3. Smithsonian Magazine – Babka’s Evolution

تصنيفات:
- مطبخ يهودي
- حلويات
- معجنات مخمرة
- مطبخ أوروبي شرقي